# 열람청구권
열람청구권은 정보주체의 개인정보파일 대장에 기재된 범위 안에서 문서로 본인에 관한 처리정보의 열람을 보유기관의 장에게 청구할 수 있는 권리이다.

## 주해
1. ↑  문서에 의한 사본의 수령을 포함